# Tigre del Golfo
El Tigre de Golfo o Tigre de Golfo árabe es un apodo usado para describir el periodo de crecimiento económico rápido en la ciudad de Dubái. El boom que Dubái ha sido experimentando desde la década de 1990 y todavía está siguiendo, transformando la ciudad de un pueblo de desierto a un centro económico de clase mundial.

## Características
La ciudad de Dubái es el segundo emirato más próspero de los Emiratos Árabes Unidos, después de Abu Dhabi, y con una cosmopólita población de 1,6 millones.
Dubái comparte una gama de características con otros tigres económicos, incluida una tasa sostenida de crecimiento del PIB de dos dígitos desde 1994. En 2004, el PIB de Dubái creció un 17%, principalmente en los sectores no petroleros.

## Diversificación
La producción de petróleo de Dubái cayó constantemente desde un máximo histórico de 450,000 barriles por día en 1995 a menos de 100,000 en 2005. Pero a medida que la contribución del petróleo al PIB disminuyó, la economía se expandió. Casi se duplicó en tamaño durante el período 1991-2000.

## Desarrollo económico
Dubái atrae una gran cantidad de inversión extranjera directa (IED). La IED ha estado creciendo con una tasa anual del 11% en los últimos años. 90 compañías de la lista Fortune 100 han localizado sus oficinas regionales en la ciudad.
La demografía de la ciudad ha cambiado drásticamente, con los Emiratos que representan solo el 12% de Dubái, con estimaciones que indican que la cuota caerá al 1% en 2020.